# Episodi di The United States Steel Hour (prima stagione)
La prima stagione della serie televisiva L'ora dell'acciaio degli Stati Uniti (The United States Steel Hour) è andata in onda negli Stati Uniti dal 27 ottobre 1953 al 31 agosto 1954 sulla ABC.
In Italia la stagione è stata trasmessa dal 13 gennaio al 30 marzo 2014 su Telecapri News con i sottotitoli in italiano.
| nº | Titolo originale                  | Prima TV USA     |
| -- | --------------------------------- | ---------------- |
| 1  | P.O.W.                            | 27 ottobre 1953  |
| 2  | Hope for a Harvest                | 10 novembre 1953 |
| 3  | Tin Wedding                       | 24 novembre 1953 |
| 4  | The Man in Possession             | 8 dicembre 1953  |
| 5  | The Vanishing Point               | 22 dicembre 1953 |
| 6  | Hedda Gabler                      | 5 gennaio 1954   |
| 7  | The Rise of Carthage              | 19 gennaio 1954  |
| 8  | Papa Is All                       | 2 febbraio 1954  |
| 9  | Highway                           | 16 febbraio 1954 |
| 10 | Morning Star                      | 2 marzo 1954     |
| 11 | Welcome Home                      | 16 marzo 1954    |
| 12 | The Last Notch                    | 30 marzo 1954    |
| 13 | Late Date                         | 13 aprile 1954   |
| 14 | The Rise and Fall of Silas Lapham | 27 aprile 1954   |
| 15 | The End of Paul Dane              | 11 maggio 1954   |
| 16 | The Great Chair                   | 25 maggio 1954   |
| 17 | Good for You                      | 8 giugno 1954    |
| 18 | Fearful Decision                  | 22 giugno 1954   |
| 19 | Haven's End                       | 6 luglio 1954    |
| 20 | A Garden in the Sea               | 20 luglio 1954   |
| 21 | Oberstrasse 49                    | 3 agosto 1954    |
| 22 | The Grand Tour                    | 17 agosto 1954   |
| 23 | Two                               | 31 agosto 1954   |

## P.O.W.
- Prima televisiva: 27 ottobre 1953

### Trama
- Interpreti: Morley Chang (Comrade Chang), Michael Dreyfuss (Danny), Mary Fickett (tenente Harper), Sally Forrest (infermiera), Don Hanmer (Fitch), Russell Hardie (sindaco Blake), Brian Keith (Bonnell), Richard Kiley (Lucky), Phyllis Kirk (Betty Lou), Lloyd Knight (Marty), Don McHenry (Willis), Gary Merrill (maggiore Mead), Cameron Prud'Homme (Father), Anne Seymour (Mother), Johnny Stewart (Freddie)

## Hope for a Harvest
- Prima televisiva: 10 novembre 1953

### Trama
- Interpreti: Dino Di Luca, Faye Emerson, Robert Preston

## Tin Wedding
- Prima televisiva: 24 novembre 1953

### Trama
- Interpreti: Eddie Albert, Audrey Christie, Phyllis Thaxter, Billie Worth (donna)

## The Man in Possession
- Prima televisiva: 8 dicembre 1953

### Trama
- Interpreti: Francis Compton (Paul Dabney), Robert Coote (Claude Dabney), Brenda Forbes (Clara), Rex Harrison (Raymond Dabney), Anthony Kemble-Cooper (Binkie Bellairs), Lilli Palmer (Mrs. Chrystal Weatherby), William Podmore (Baliff), Jack Raine (Sir Charles Cartwright), Betty Sinclair (Mrs. Dabney)

## The Vanishing Point
- Prima televisiva: 22 dicembre 1953

### Trama
- Interpreti: Claude Dauphin, Viveca Lindfors, Peter Lorre

## Hedda Gabler
- Prima televisiva: 5 gennaio 1954

### Trama
- Interpreti: Luther Adler (giudice Brock), Tallulah Bankhead (Hedda Gabler), John Baragrey (Luvborg), Marie Corell (Zia Julie), Alan Hewitt (George Tesman), Eugenia Rawls (Mrs. Elvsted)

## The Rise of Carthage
- Prima televisiva: 19 gennaio 1954

### Trama
- Interpreti: Paul Douglas, Nina Foch, John Gibson, Mike Kellin, William Kemp, George Macready, Jane Rose, Joseph Sweeney

## Papa Is All
- Prima televisiva: 2 febbraio 1954

### Trama
- Interpreti: Jessie Royce Landis, Betsy Palmer, Dorothy Sands, Walter Slezak, Johnny Stewart

## Highway
- Prima televisiva: 16 febbraio 1954

### Trama
- Interpreti: Peg Hillias (Miss Clemm), Jerome Kilty (Mr. Wilson), Diana Lynn (Zepha Wilson), George Mathews (John Bigwell), Kevin McCarthy (Rich Monighan)

## Morning Star
- Prima televisiva: 2 marzo 1954

### Trama
- Interpreti: Gertrude Berg, Marilyn Erskine, Oskar Karlweis, Fred Sadoff, Jo Van Fleet, David Winters

## Welcome Home
- Prima televisiva: 16 marzo 1954

### Trama
- Interpreti: Shirley Booth (Jenny Libbert), Flora Campbell (Laura Austin), Henderson Forsythe (Charles Austin), William Hansen, Helen Hayes (Mrs. Austin), Carmen Mathews, Charles Ruggles (Mr. Austin), Suzanne Storrs (Linda), Elizabeth Wilson (Mrs. Watson)

## The Last Notch
- Prima televisiva: 30 marzo 1954

### Trama
- Interpreti: Harry Bellaver, Royal Dano, Louisa Horton (Dora Temple), Richard Jaeckel (Vinnie Harold), Richard Long, John McQuade, George Mitchell, Jeff Morrow (George Temple)

## Late Date
- Prima televisiva: 13 aprile 1954

### Trama
- Interpreti: Barbara Baxley (Helen Wagner), Jessie Royce Landis (Johanna Wagner), Walter Matthau (Gordon Wagner), Patty McCormack, Howard St. John (Harry Pope), Vaughn Taylor (Tod White)

## The Rise and Fall of Silas Lapham
- Prima televisiva: 27 aprile 1954

### Trama
- Interpreti: Dorothy Gish (Mrs, Lapham), Colin Keith-Johnston (Mr. Corey), Thomas Mitchell (Silas Lapham), Paul Newman (Tom Corey), Addison Richards (James Bellingham), Patricia Wheel (Penelope Lapham)

## The End of Paul Dane
- Prima televisiva: 11 maggio 1954

### Trama
- Interpreti: Robert Preston (dottor Abbott), Warren Stevens (Paul Dane), Teresa Wright (Margaret Swift)

## The Great Chair
- Prima televisiva: 25 maggio 1954

### Trama
- Interpreti: Walter Hampden (Old Dean), Lori March (Mrs. Wakeman), Douglas McClain (Miles), Gary Merrill (Wakeman), William Redfield (Cannon)

## Good for You
- Prima televisiva: 8 giugno 1954

### Trama
- Interpreti: Orson Bean (Lester), Kenny Delmar (dottor Krantz), Jack Klugman (Beaver), Diana Lynn (Felicia), Barbara Nichols (Bridie)

## Fearful Decision
- Prima televisiva: 22 giugno 1954

### Trama
- Interpreti: Paula Bauersmith (infermiera), Ralph Bellamy (David Durfee), Edward Binns (Charlie Ferber), Joey Fallon (Davie), Sam Levene (reporter McArdle), George Mitchell (capo della polizia), Meg Mundy (Edith Durfee), Frank Overton (Al), Leonard Patrick (Serecki), John Seymour (dottor Gorman), Frank H. Wilson (Chapman)

## Haven's End
- Prima televisiva: 6 luglio 1954

### Trama
- Interpreti: Royal Beal (Warren), Richard Hylton (Tom Swales), Viveca Lindfors, Howard Lindsay (Dennis Swales), Betsy Palmer (Sue Swales), Jamie Smith (John Scarlet Jr.)

## A Garden in the Sea
- Prima televisiva: 20 luglio 1954

### Trama
- Interpreti: Dorothy McGuire (Tina), Anne Meacham (Marian Comnor), Donald Murphy (David Noseby), Mildred Natwick (Zia Juilana)

## Oberstrasse 49
- Prima televisiva: 3 agosto 1954

### Trama
- Interpreti: Ben Astar (Gregor), Tom Helmore (Max), Colin Keith-Johnston (George Braden), Murray Matheson (colonnello), Dan O'Herlihy (Tony), Margaret Phillips (Valerie)

## The Grand Tour
- Prima televisiva: 17 agosto 1954

### Trama
- Interpreti: Ruth Ford (Adele Brinton), Julie Haydon (Nell Valentine), Addison Richards (Mr. Richman), Jon Richards (professore Coogan), Zachary Scott (Ray Brinton)

## Two
- Prima televisiva: 31 agosto 1954

### Trama
- Interpreti: Jerome Courtland (Dave Gilbert), Pat Crowley (Lorna Smith), William Harrigan (padre), Jack Klugman (Frank), Charlotte Rae (Ramona), Doris Rich (madre)